# Hygrobatidae
Die Hygrobatidae sind eine Familie der Süßwassermilben (Hydrachnidiae) innerhalb der Milben (Acari). Vertreter der Familie leben in Quellen, Stillgewässern und vor allem Fließgewässern.

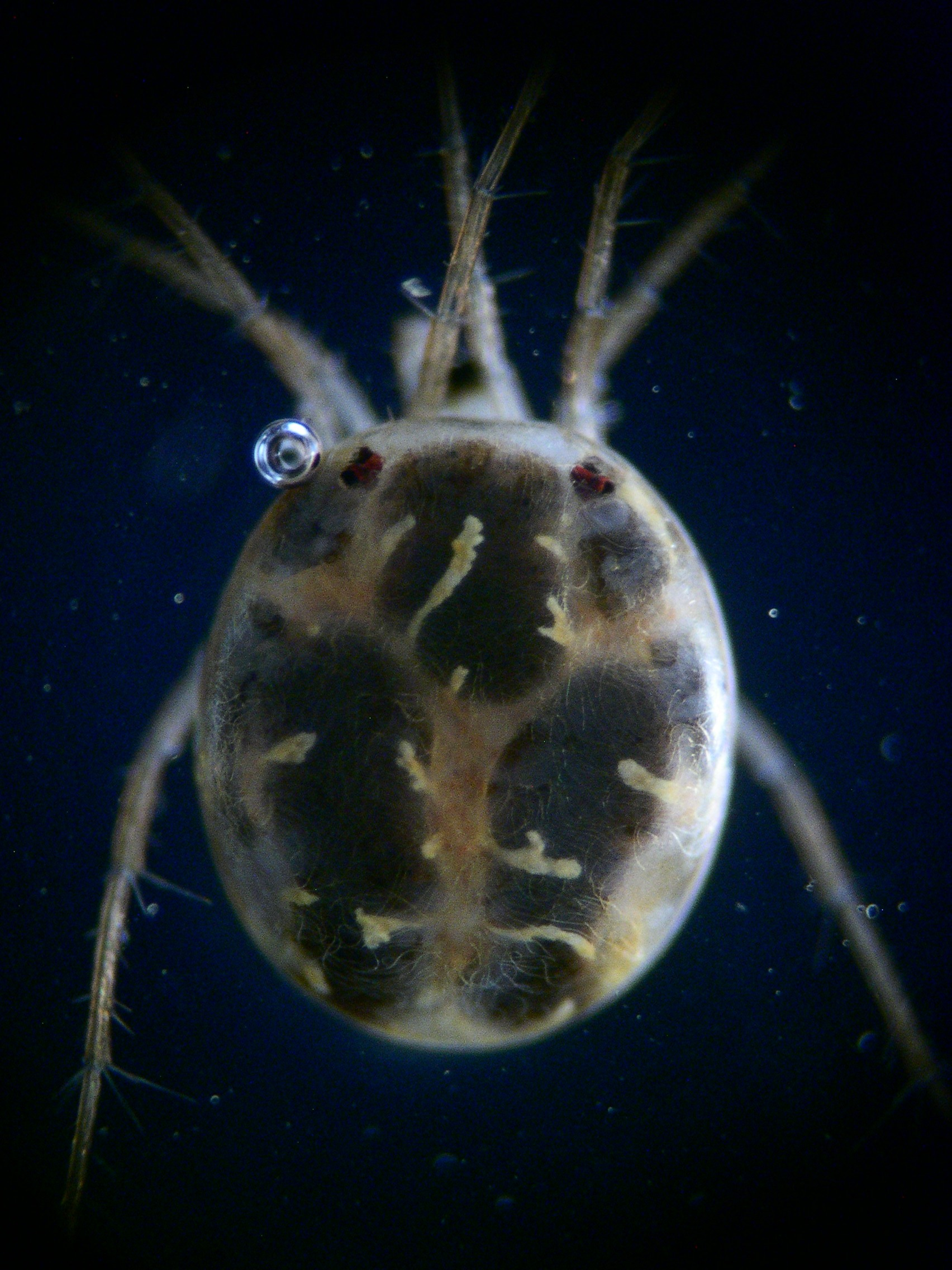
Weibchen von Hygrobates longipalpis

## Merkmale
Der Körper ist in der Regel weichhäutig. Das 2. Palpenglied trägt oft einen Zapfen und bei beiden Geschlechtern sitzen die Genitalnäpfe auf Platten, diese sind beim Männchen zu einer Platte verbunden.

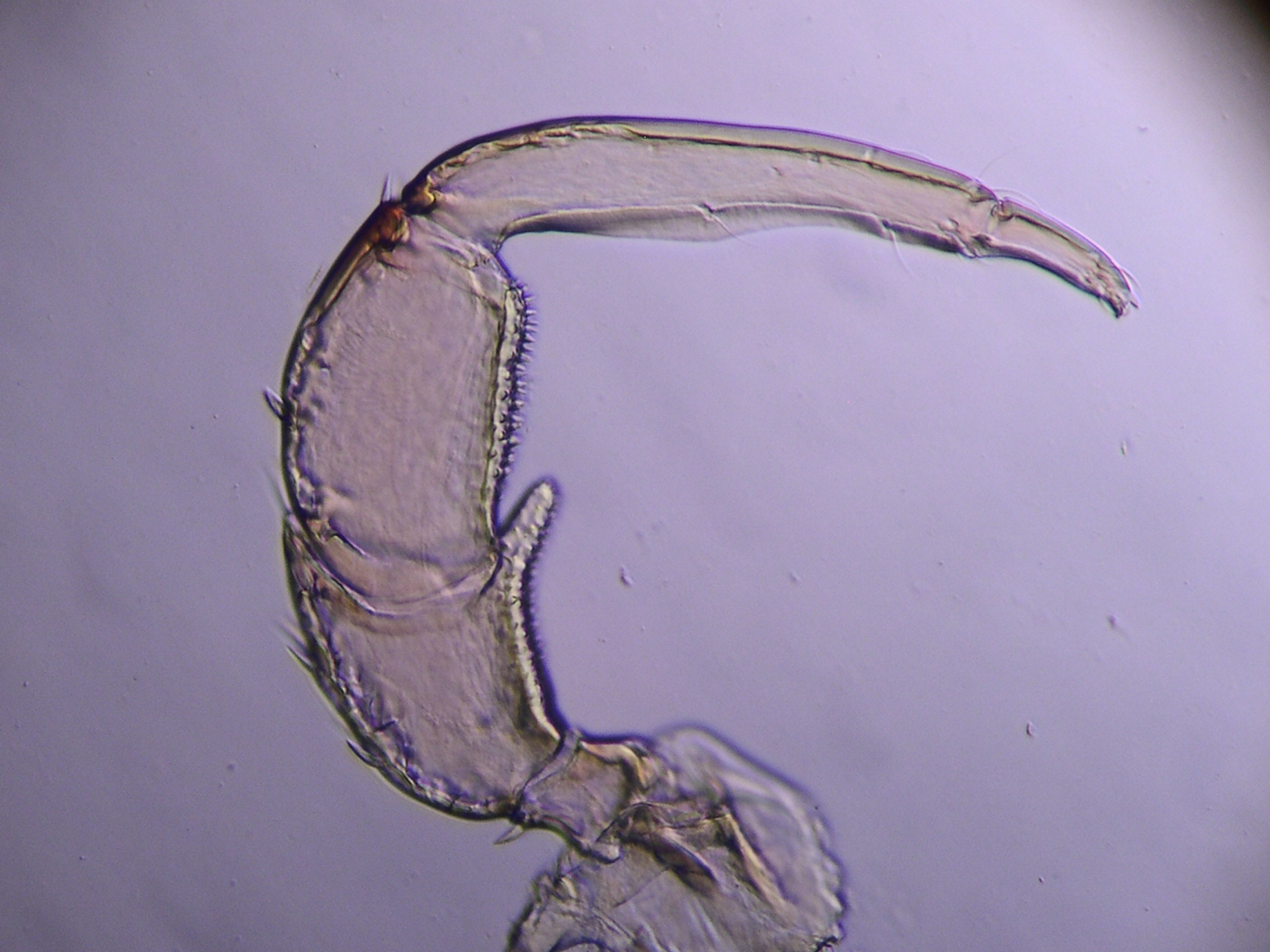
Palpus von Hygrobates fluviatilis

## Verbreitung
Die Hygrobatidae sind kosmopolitisch verbreitet und fehlen nur in der Australis. In Europa sind etwa 120 Arten bekannt, welche sich in vier Gattungen aufteilen: 
- Hygrobates mit 18 Arten
- Atractides mit ca. 100 Arten
- Maderomegapus und
- Mesobates mit jeweils einer Art.

## Lebensweise
Hygrobates- und Atractides-Arten durchlaufen eine parasitäre Phase im Larvenstadium und parasitieren an verschiedenen Zweiflüglern und Köcherfliegen-Arten.

## Systematik
Die Hygrobatidae stehen innerhalb der Milben in der Überordnung Acariformes. Die im Süßwasser lebenden Milben der Gruppe Hydrachnidiae zeigen nicht nur konvergente Anpassungen an die Lebensweise im Wasser, sondern stellen auch eine verwandtschaftliche Gruppierung (Taxon) dar.